# ویکتور هانسکو
 ویکتور هانسکو (انگلیسی: Victor Hănescu؛ زاده ۲۱ ژوئیهٔ ۱۹۸۱) یک تنیس‌باز اهل رومانی است. 